# 7,5 cm FK 38
Il 7,5 cm Feldkanone 38, abbreviato in 7,5 cm FK 38, era un cannone da campagna tedesco, prodotto dalla Krupp per soddisfare un ordine dell'esercito brasiliano, ma solo 64 pezzi furono consegnati prima dello scoppio della seconda guerra mondiale. Nel 1942, per far fronte alle richieste della Wehrmacht, Krupp completò i cannoni rimanenti e ne consegnò 80 allo Heer.

## Tecnica
Il FK 38 aveva una canna derivata dal 7,5 cm FK 18, allungata a 34 calibri e dotata di freno di bocca cilindrico; questo, originariamente a 6 luci, fu poi sostituito di disegno standard tedesco a 4 luci. Le prime versioni avevano ruote con raggi in legno, sostituiti sui pezzi di produzione bellica da ruote in acciaio stampato con semipneumatici in gomma. Il cannone montava una versione semi-automatica dell'otturatore originale del FK 18 ed impiegava munizioni fisse a cartoccio proietto invece che quelle separate del predecessore. Queste modifiche consentivano una cadenza di tiro notevolmente superiore al FK 18.

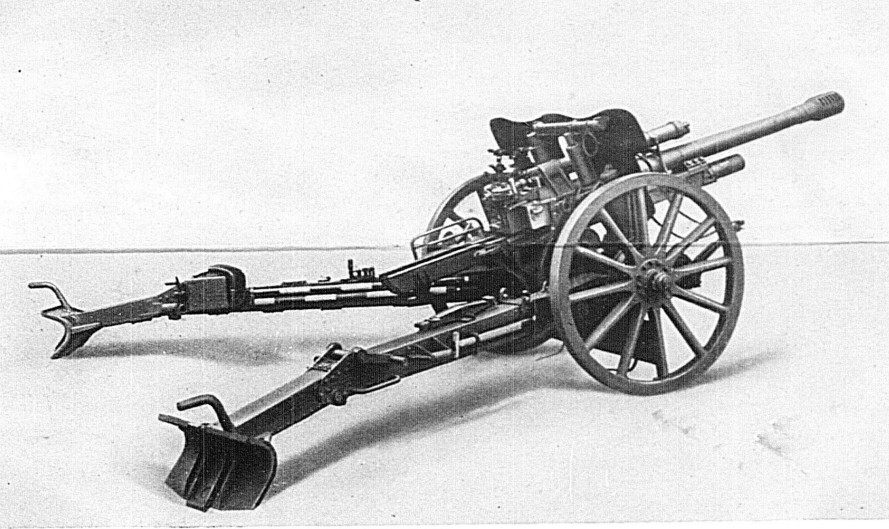
7,5 cm Feldkanone 38
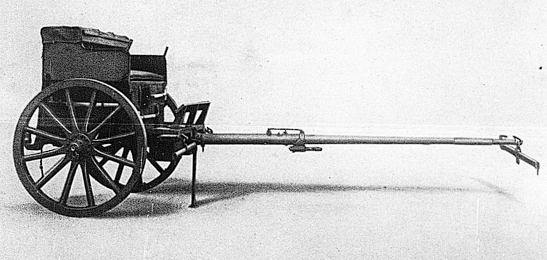
7,5 cm Feldkanone 38
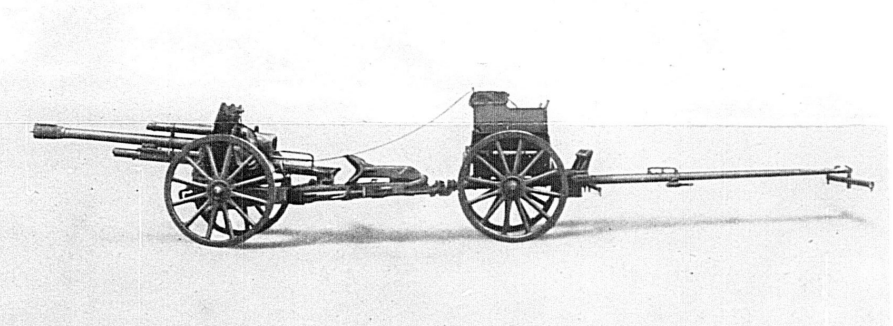
7,5 cm Feldkanone 38